# Hylettus aureopilosus
Hylettus aureopilosus là một loài bọ cánh cứng trong họ Cerambycidae.